# Путивльський повіт
Путивльський повіт — історична адміністративно-територіальна одиниця Великого князівства Литовського, Руського та Жемайтійського, Московської держави, Російської імперії, а потім (після революції) РРФСР. Повіт входив до складу: Київського князівства до 1471, Київського воєводства (1471—1500), Новгород-Сіверського князівства (1500—1526), Московської держави, Російської імперії: Бєлгородської губернії (1727—1779), Курського намісництва (1779—1797) і Курської губернії (1797—1924). Повітовим центром було місто Путивль.

## Історія
Путивльський повіт відомий як адміністративно-територіальна одиниця з XV століття. Він входив спочатку до Київського князівства, а потім до складу Київського воєводства Великого князівства Литовського, Руського та Жемайтійського. Центром повіту було місто Путивль (відоме з 1146 року).
Повіт розміщувався на величезній території: середня течія р. Сейма, по річках Сулі, Пслу, Воркслі, Дінцю (крім їхніх нижніх течій) та й до Осколу.
До складу повіту входили волості: Биринська, Городиська, Донецька, Жолвазька, Залуцька, Клепецька, Колодезька, Лопатинська, Лосицька, Меленська, Мужецька, Немирська, Ницанська, Ординська, Печерська, Синецька, Утешківська, Хотенська, Хотмишська.
У 1500 р. був захоплений Великим князівством Московським, після чого увійшов до його складу.
У XVII столітті від повіту відійшли західні волості, які колонізували русини з Речі Посполитої. На сході також повіт зменшився, у зв'язку з заснуванням на його теренах нових повітів: Обоянського та Бєлгородського.
За адміністративної реформи Петра І в 1708 році повіти були скасовані, замість них були утворені дистрикти, місто Путивль із однойменним дистриктом увійшов до складу Севської провінції Київської губернії.
1727 року зі складу Київської губернії була виділена Бєлгородська губернія, зі включенням до неї Бєлгородської, Орловської й Севської провінцій. Дистрикти були перейменовані в повіти. Путивльський повіт увійшов до складу Севської провінції Бєлгородської губернії.
1779 року Бєлгородська губернія була поділена на Курське й Орловське намісництва. Путивльський повіт увійшов до складу Курського намісництва (перетворено в Курську губернію в 1797 році).
В 1802 році повіти були розукрупнені. Частина території Путивльського повіту була передана до складу Рильського повіту
C 1802 по 1918 роки кордони Путивльського повіту існували без значних змін.
У період між 1918 і 1924 роками багаторазово переглядався склад і назви волостей і сільрад повіту.
За постановою Президії ВЦВК від 12 травня 1924 року Путивльський повіт було скасовано, а його територія ввійшла до складу укрупненого Рильського повіту.
16 жовтня 1925 року територія колишнього Путивльського повіту (без Крупецької волості та села Козіно Шалигінської волості) була передана УСРР. При переході на області, округи і райони на території колишнього повіту був утворений Путивльський район.

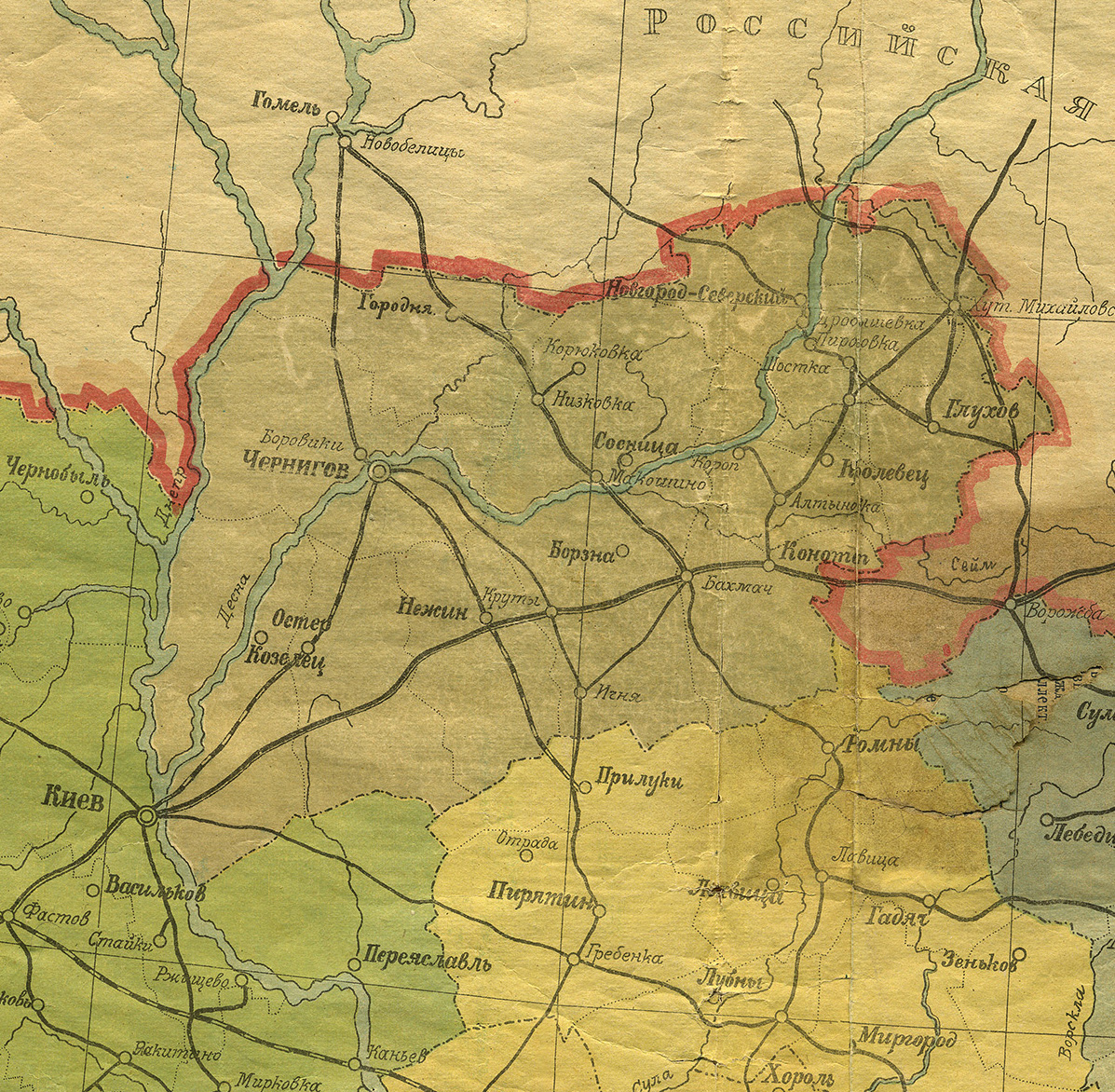
Карта Чернігівської губернії та Путивльського повіту, 1921
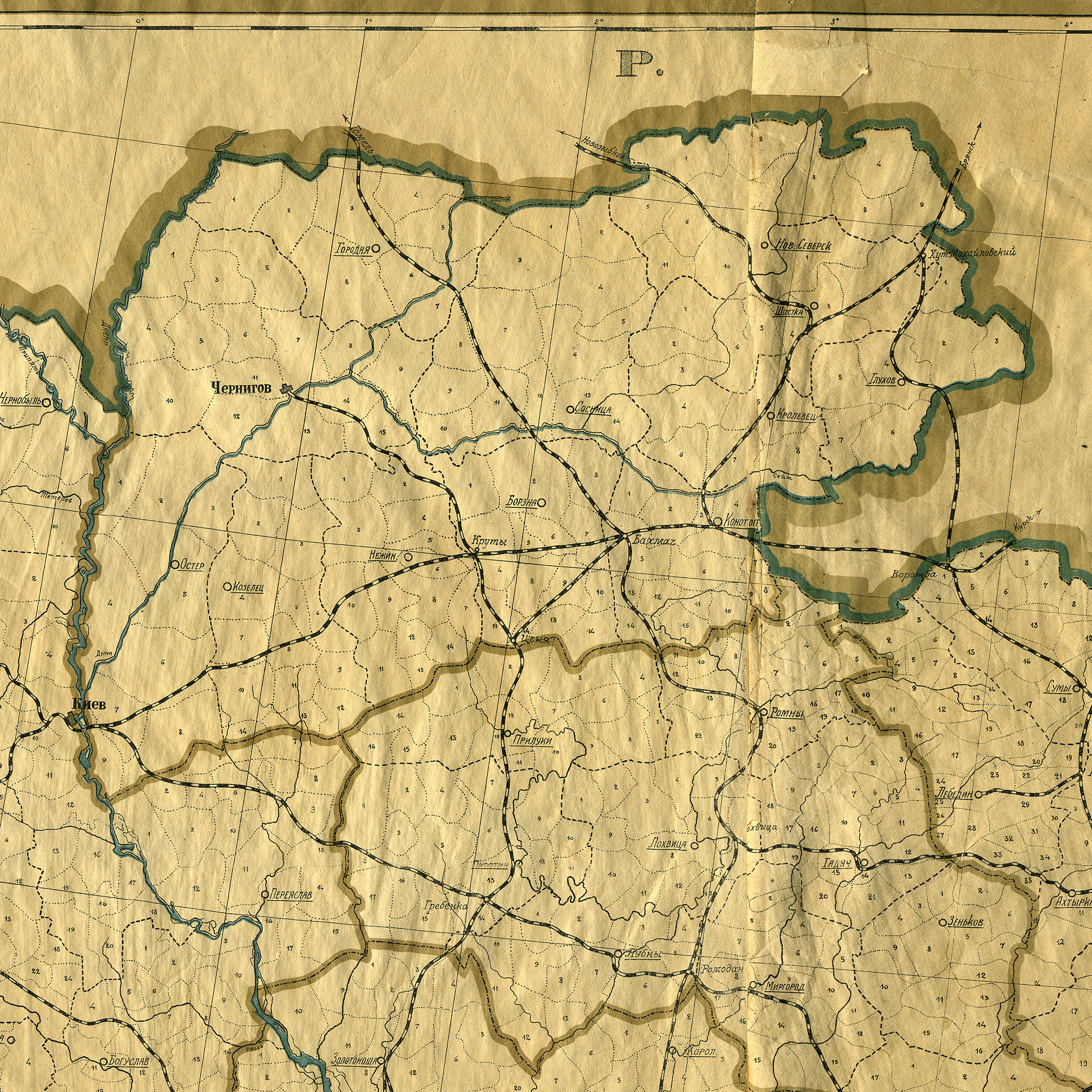
Карта Чернігівської губернії та Путивльського повіту, 1921
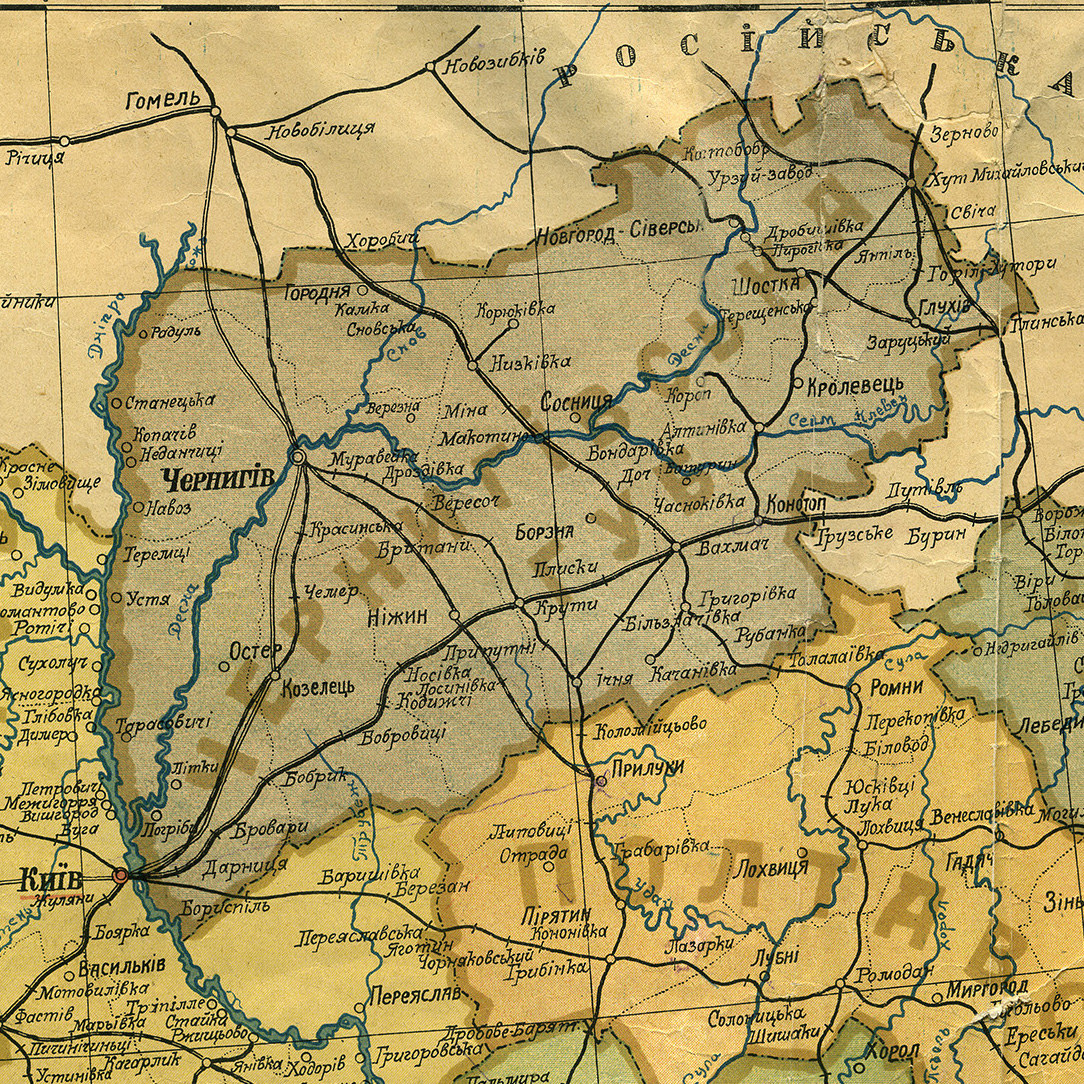
Карта Чернігівської губернії та Путивльського повіту, 1922
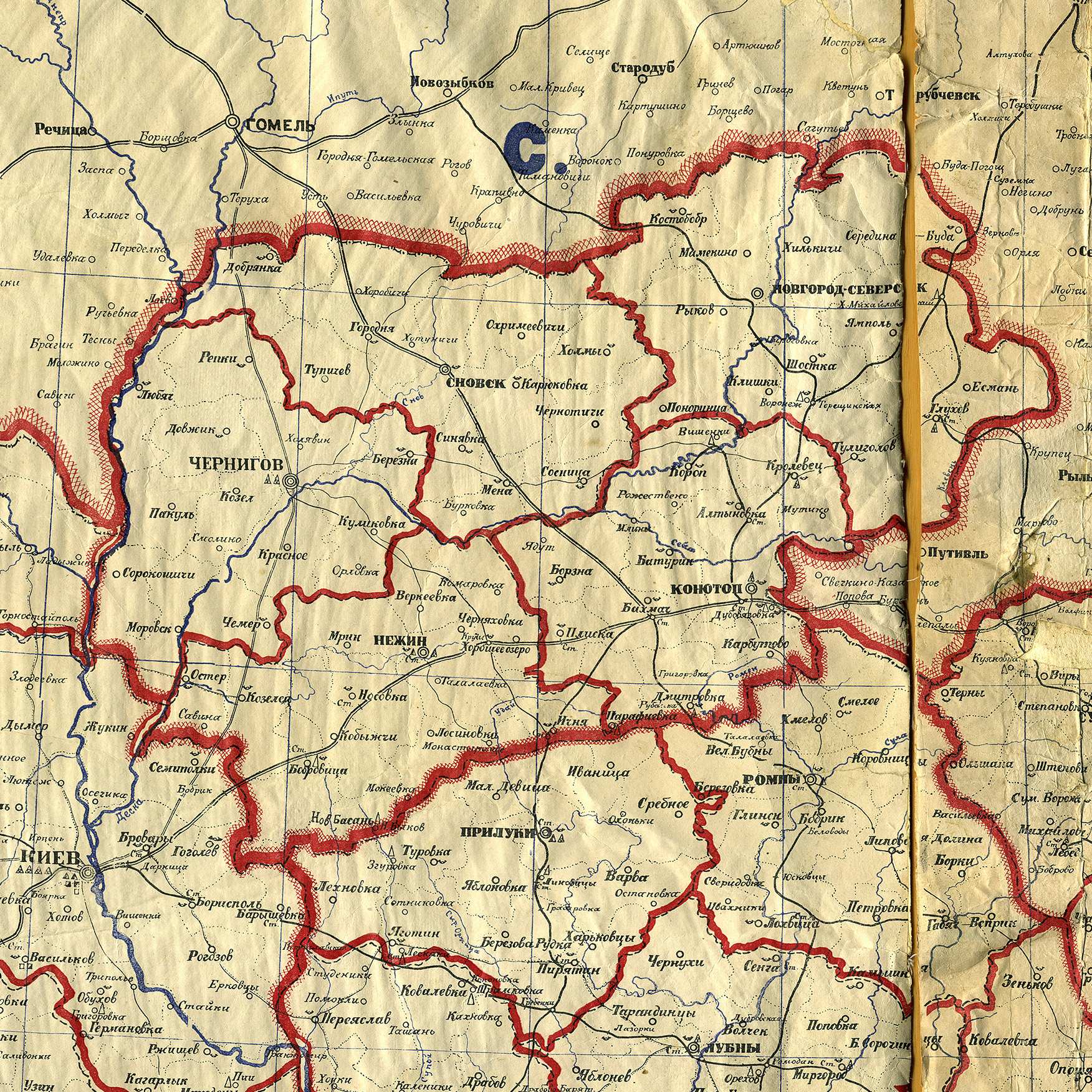
Карта Чернігівської губернії та Путивльського повіту, 1923
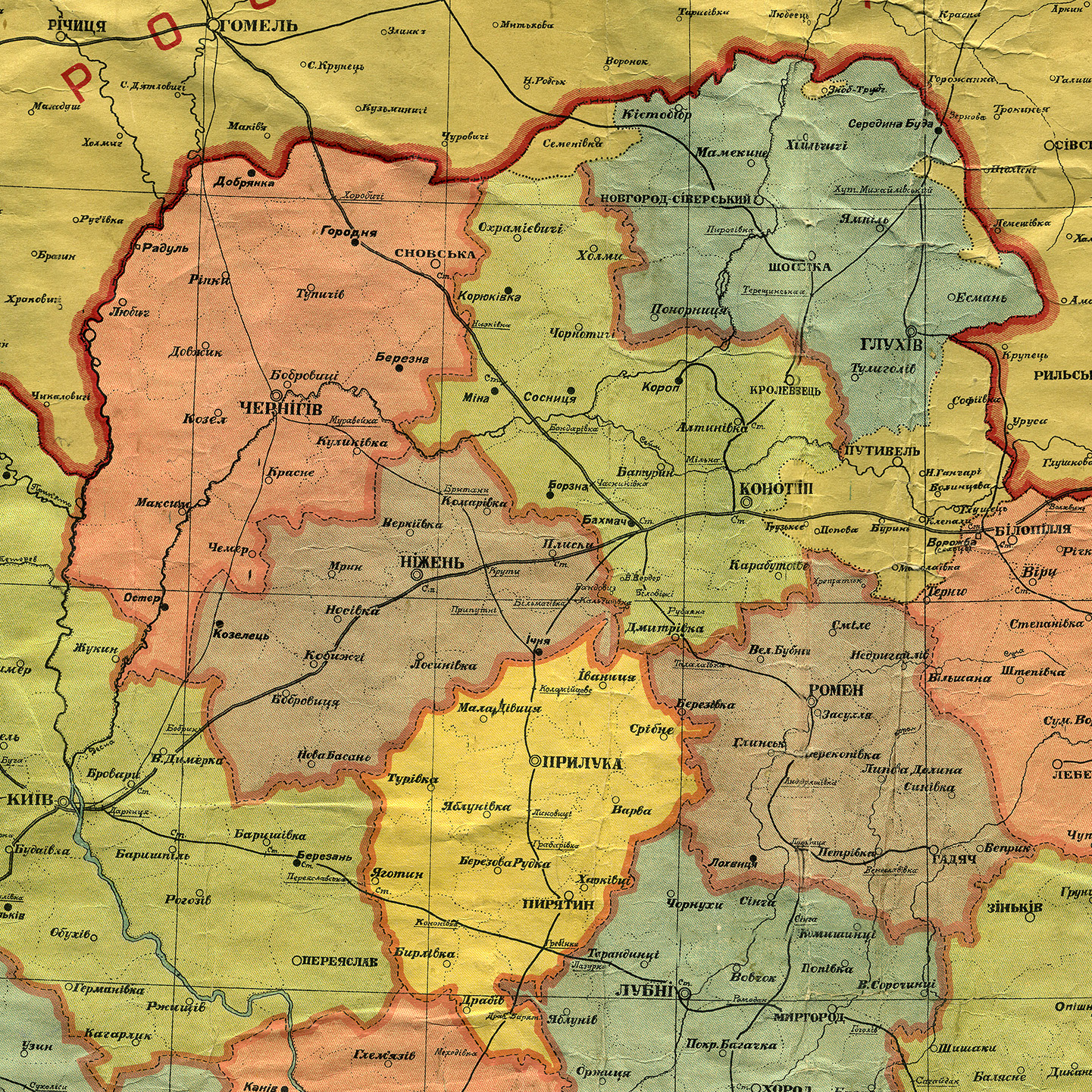
Територія колишньої Чернігівської губернії та Путивльського повіту на карті Української СРР, адміністративні межі станом на 1 жовтня 1925
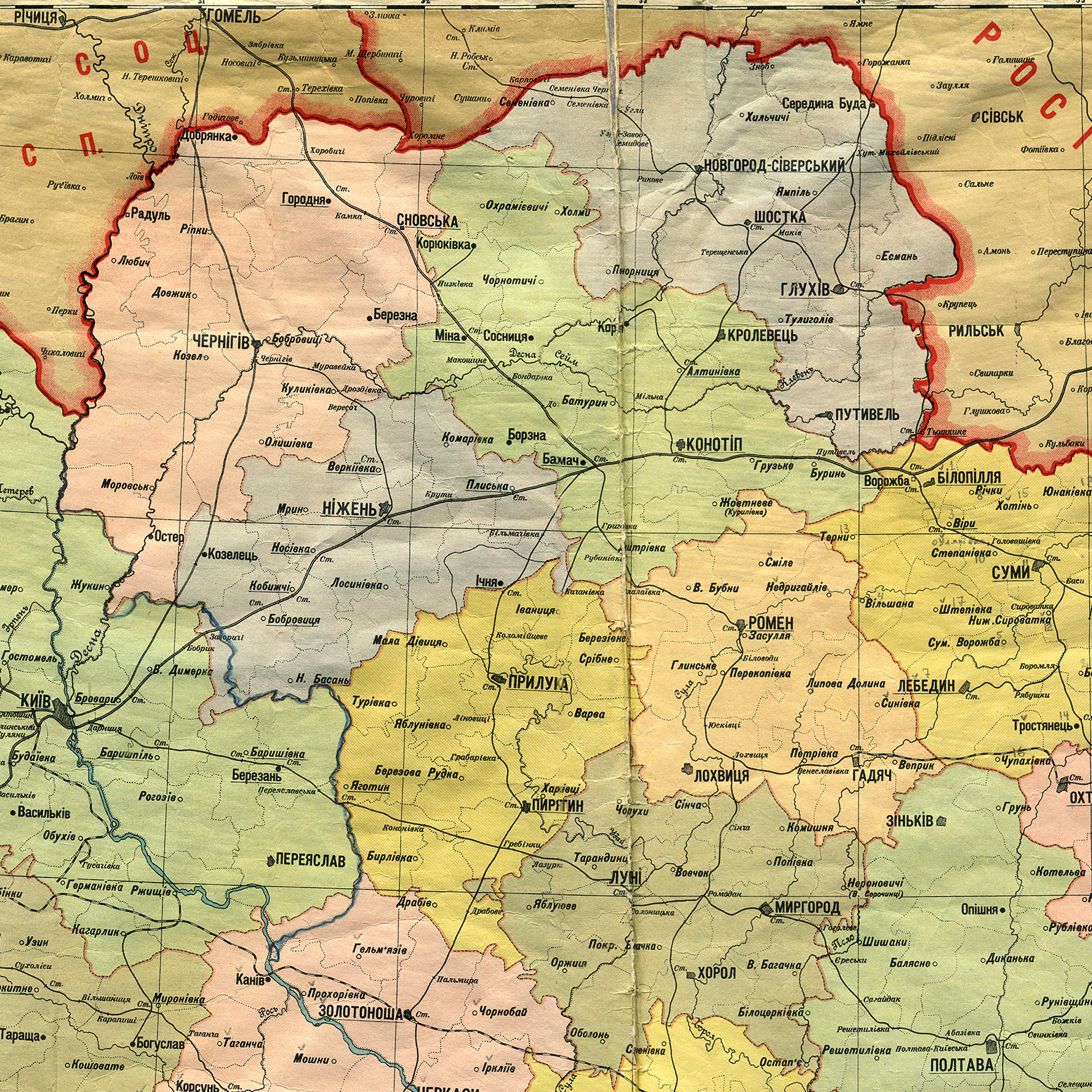
Територія колишньої Чернігівської губернії та Путивльського повіту на карті Української СРР, адміністративні межі станом на 1 березня 1927

## Населення
За даними перепису 1897 року в повіті проживало 164133 мешканці. В повітовому місті — 9955 мешканців.

## Географія

### Склад
Станом на 1880 рік налічував 294 сільських громади, 470 поселень у 21 волості. Населення — 119740 особа (60158 чоловічої статі та 59582 — жіночої), 14 390 дворових господарств.
|                     | Площа, десятин | У тому числі орної, дес. |
| ------------------- | -------------- | ------------------------ |
| Сільських громад    | 109226         | 88508                    |
| Приватної власності | 121028         | 76307                    |
| Казенної власності  | 2393           | 666                      |
| Іншої власності     | 4219           | 2095                     |
| Загалом             | 236866         | 167576                   |

### Адміністративний поділ
Волосний поділ станом на 1880 рік:
| №  | Назва             | Центр           | Населення | Кількість дворів | Площа, десятин | Площа орної землі, десятин | Кількість поселень (сільських громад) |
| -- | ----------------- | --------------- | --------- | ---------------- | -------------- | -------------------------- | ------------------------------------- |
| 1  | Берюхівська       | Берюха          | 5395      | 834              | 10937          | 8991                       | 85 (23)                               |
| 2  | Бочечанська       | Бочечки         | 5974      | 771              | 13581          | 10072                      | 6 (9)                                 |
| 3  | Буринська         | Буринь          | 5311      | 806              | 7723           | 6922                       | 4 (7)                                 |
| 4  | Великонеплюївська | Велике Неплюєве | 5221      | 849              | 8314           | 7784                       | 4 (10)                                |
| 5  | Волинцівська      | Волинцеве       | 5732      | 698              | 15996          | 8117                       | 26 (30)                               |
| 6  | Гвинтівська       | Гвинтівське     | 5292      | 759              | 11156          | 7602                       | 8 (18)                                |
| 7  | Глушецька         | Глушець         | 5753      | 819              | 11440          | 9262                       | 8 (6)                                 |
| 8  | Гружчанська       | Грузьке         | 6371      | 878              | 10037          | 8499                       | 13 (9)                                |
| 9  | Казачанська       | Козацьке        | 5503      | 736              | 11222          | 5929                       | 6 (12)                                |
| 10 | Клепальська       | Клепали         | 5388      | 827              | 11742          | 8119                       | 9 (10)                                |
| 11 | Князівська        | Князеве         | 4536      | 731              | 11742          | 8119                       | 35 (24)                               |
| 12 | Краснослобідська  | Красна Слобода  | 3572      | 517              | 6158           | 4237                       | 8 (10)                                |
| 13 | Крупецька         | Крупець         | 9512      | 1392             | 17747          | 12665                      | 10 (10)                               |
| 14 | Миколаївська      | Миколаївка      | 5645      | 796              | 8221           | 7389                       | 7 (16)                                |
| 15 | Новослобідська    | Нова Слобода    | 6372      | 924              | 10187          | 5399                       | 7 (7)                                 |
| 16 | Попово-Слобідська | Попова Слобода  | 5425      | 786              | 8475           | 7282                       | 3 (9)                                 |
| 17 | Пригородська      | Пригородна      | 6349      | 764              | 17874          | 9867                       | 149 (33)                              |
| 18 | Рев'якінська      | Рев'якине       | 3703      | 476              | 6597           | 5147                       | 17 (10)                               |
| 19 | Черепівська       | Черепівка       | 5554      | 723              | 12664          | 9003                       | 8 (11)                                |
| 20 | Шалигінська       | Шалигине        | 9580      | 1155             | 20360          | 13679                      | 28 (15)                               |
| 21 | Яцинська          | Яцине           | 3442      | 457              | 6670           | 3742                       | 29 (15)                               |